# Valea Mare (Valea Lungă), Dâmbovița
Valea Mare (în trecut, Gheboasa) este un sat în comuna Valea Lungă din județul Dâmbovița, Muntenia, România.